# Marcia di San Lorenzo

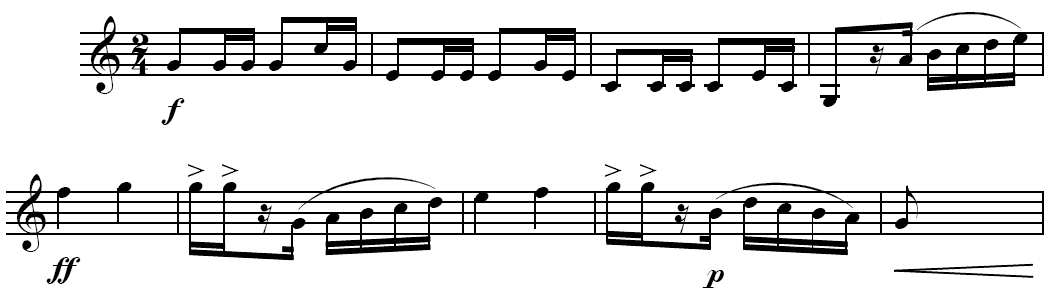
Inizio della melodia della Marcia di San Lorenzo.

La Marcia di San Lorenzo è una marcia eseguita dall'esercito argentino; fu composta nel 1901 da Cayetano Alberto Silva (San Carlos, Uruguay; 7 agosto 1868 - Rosario, Argentina; 12 gennaio 1920). Fu composta, in origine, senza testo per il generale Riccheri e, in seguito, con testo, fu modificata in omaggio alla unica battaglia combattuta dal generale San Martín nell'attuale territorio argentino.
Essa celebra la vittoria argentina nella battaglia svoltasi a San Lorenzo, nei pressi della città di Rosario il 3 febbraio 1813, dove le truppe realiste vennero respinte durante la Guerra d'Indipendenza. Inoltre rende omaggio al Sergente Cabral, il quale fece da scudo umano al suo generale, José de San Martín, rimasto a terra dopo che il suo cavallo fu abbattuto. 
Anni dopo, questo generale, assieme a Simón Bolívar, liberò una gran parte di Sudamerica dal dominio coloniale spagnolo.
Il testo di Carlos Javier Benielli fu annesso allo spartito solo nel 1907.

## Esecuzioni e riconoscimenti esteri
Essendo una delle più importanti marce militari in tutto il mondo, esso venne eseguito dalle truppe naziste durante l'entrata a Parigi. In segno di risposta Dwight D. Eisenhower ordinò che fosse suonata durante la liberazione della capitale francese.
Anche l'Inghilterra l'ha varie volte eseguita: durante l'investitura di Giorgio V, nell'incoronazione di Elisabetta II e a partire dal 1953 entrò nel regolare repertorio delle guardie di Buckingham Palace. Fu sospesa soltanto durante la guerra delle Isole Malvine.
Le bande militari dell'Uruguay, del Brasile e della Polonia l'hanno inserita nel loro repertorio. 

### Testo
Febo asoma; ya sus rayos

iluminan el histórico convento;

tras los muros, sordos ruidos

oír se dejan de corceles y de acero.

Son las huestes que prepara

San Martín para luchar en San Lorenzo;

el clarín estridente sonó

y la voz del gran jefe

a la carga ordenó.

Avanza el enemigo

a paso redoblado,

al viento desplegado

su rojo pabellón (bis).

Y nuestros granaderos,

aliados de la gloria,

inscriben en la historia

su página mejor (bis).

Cabral, soldado heroico,

cubriéndose de gloria,

cual precio a la victoria,

su vida rinde, haciéndose inmortal.

Y allí salvó su arrojo,

la libertad naciente

de medio continente.

¡Honor, honor al gran Cabral! (bis)

#### Traduzione
Il sole appare; e già i suoi raggi

Illuminano lo storico convento;

Dietro le mura, cupi rumori

udir si lasciano di cavalli e di metalli.

Son le truppe, che comanda

San Martín per combattere a San Lorenzo;

la tromba, stridente tuonò

e la voce del gran comandante

la carica ordinò.

Avanza il nemico

a passo sostenuto,

al vento si dispiega

la loro rossa bandiera (bis).

E i nostri granatieri,

alleati della gloria,

scrivono nella storia

la loro pagina migliore (bis).

Cabral, soldato eroico,

coprendosi di gloria

quale prezzo per la vittoria la sua vita rende,

divenendo immortale.

Ed è così che la sua audacia

salvò il moto liberatorio

di mezzo continente.

Onore, onore, al grande Cabral!!! (bis)